# 沉默 (電影)
《沉默》（英語：Silence）是一部2016年國際合拍的歷史時代電影，由馬丁·史柯西斯執導，改編自日本作家遠藤周作於1966年出版的同名小說，由安德魯·加菲爾德、亞當·崔佛、連恩·尼遜、窪塚洋介、淺野忠信、希朗·漢德主演。
《沉默》的電影前期製作階段經歷了超過二十年的耽擱和重新斟酌。在2013年1月結束了《華爾街狼人》的拍攝後，史高西斯拒絕接著進行除《沉默》以外的任何電影。在2013年4月19日，史高西斯表明他將在2014年開始在《沉默》的製作。然後艾爾文·溫克勒被宣佈擔任監製，蘭德爾·艾米特和喬治·富拉將透過他們的公司艾米特/富拉電影公司提供資金。此後不久，便計劃在台灣拍攝本片。劇組於2015年在臺北市的中影文化城、新北市（貢寮、瑞芳、雙溪、金山、萬里等區）以及花蓮等處拍攝。
本片是導演史柯西斯充滿熱情的長久計畫，超過25年時間醞釀開發。電影由派拉蒙影業發行，2016年11月29日在羅馬的宗座東方學院首映、並在商業上映前先行在梵蒂岡試映，商業上映日期則在2016年12月23日。該片被美國電影學會選為2016十大年度電影之一，以及由國家評論協會選為2016年度最佳十大電影之一。本片還獲得提名第89屆奧斯卡金像獎的奧斯卡最佳攝影獎。
《沉默》是史高西斯的史詩信仰宗教三部曲的第三部電影，首部是《基督最後的誘惑》（1988年），其次是《活佛傳》（1997年）。

## 劇情

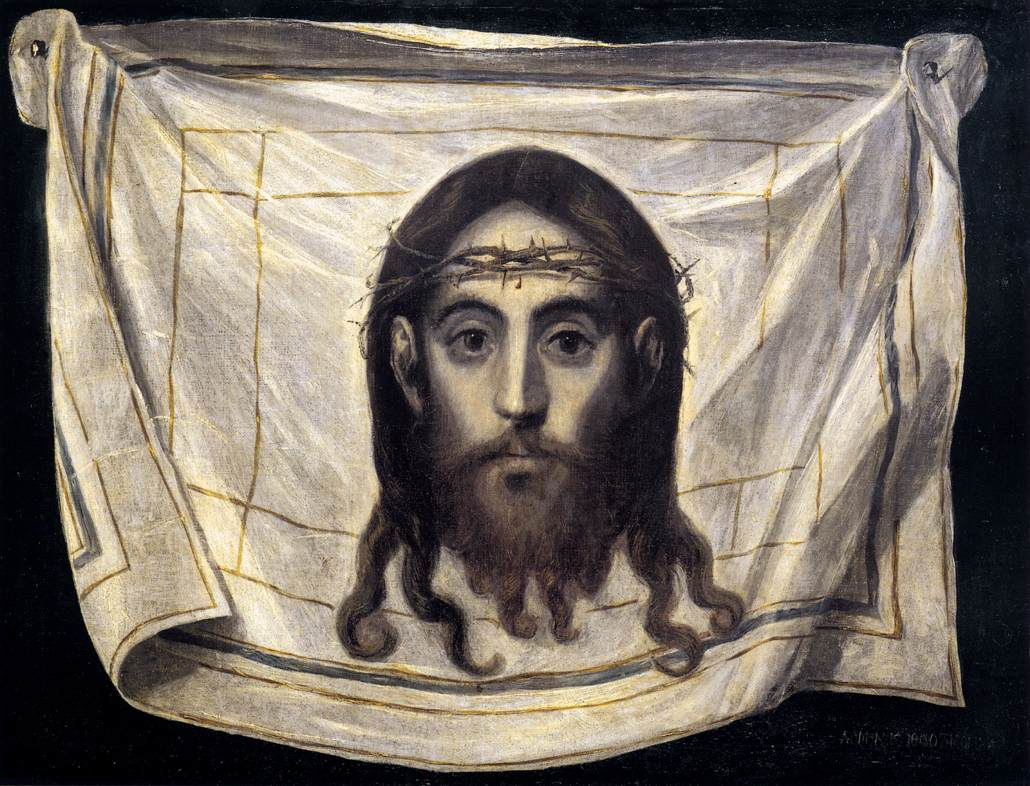
羅德里奎茲被基督的面貌迷倒，並且以埃爾·格雷考所畫的這幅肖像的形式將其形象化。

本片以一名年輕的葡萄牙耶穌會神父克里斯多夫·費雷拉開始，他目睹了他試圖將天主教信仰帶到日本的皈依者所受的致命酷刑。在日本當局進行酷刑的情況下，神父似乎無能為力地以任何方式幫助他的信徒。
幾年後，在澳門的聖保祿學院，一名意大利耶穌會神父范禮安收到有關費雷拉被折磨後在日本叛教的消息。難以置信之下，費雷拉的葡萄牙學生、耶穌會神父賽巴斯提奧·羅德里奎茲和法蘭西斯柯·格儒佩出發去找他。一名逃離日本宗教迫害的酒鬼漁民吉次郎自願為他們作嚮導。
到了日本的友義村後，神父們不安地發現當地的天主教居民被驅趕到地下活動。當一個老武士帶同目付到村中搜捕可疑基督徒時，兩個神父都感到震驚，他們把一些基督徒村民綁在海邊的木製十字架上，潮水最終淹死了他們。然後將屍體火化，而神父明白這是為了防止以基督徒方式埋葬。
格儒佩動身去平戶市，相信他們的出現可以迫使井上政重大名停止迫害基督教村莊。羅德里奎茲去了五島市—費雷拉已知最後一個居住的地方，發現這地方被毀壞了。他最終與吉治郎重聚，吉治郎背叛了他。曾經伴隨「目付」到友義村的老武士告訴羅德里奎茲，除非他放棄信仰，否則其他被俘的基督徒將會受苦。
羅德里奎茲被帶到長崎市，在那裡他與許多日本的皈依者被監禁起來。在法庭上，他被告知日本對天主教教義深惡痛絕。羅德里奎茲要求見井上大名，而想不到原來之前出現過的老武士就是井上本人。羅德里奎茲回到監獄，吉次郎很快也被監禁。他向羅德里奎茲解釋，法庭官員威脅他，背叛羅德里奎茲。吉治郎接著說他是一名基督徒，並要求透過懺悔來寬恕他的背叛，羅德里奎茲不情願地答應他。他後來踩踏一個像徵著拋棄信仰行為的「踏繪」（一個粗糙的十架苦像）後被釋放出來。後來，羅德里奎茲在被警衛看守的情況下被帶到海岸線等待某人。在遠處，他目睹消瘦的格儒佩和另外三名囚犯靠近在海岸線上，分別有警衛看守。仍然在遠處，另外三名囚犯被帶到一艘小船的海上，並逐一把他們從船上掉入水中淹死，同時勸誘格儒佩叛教。羅德里奎茲在陸上被守衛克制，因為他看格儒佩拒絕放棄信仰。然後，他看到絕望的格儒佩在試圖搶救最後一名被淹死的囚犯時在其他三名囚犯的旁邊溺斃了。
過了一段時間，羅德里奎茲最終被帶去會見年老的費雷拉。費雷拉說，他在遭受折磨時叛教，並且說，在國內15年和教堂1年後，他相信天主教在日本是無用的。羅德里奎茲與他斷絕關係，而費雷拉態度強硬。當晚，羅德里奎茲在監獄裡聽到五名基督徒遭受酷刑。費雷拉告訴他，他們已經開始放棄信仰。當羅德里奎茲看著一個「踏繪」時，他聽到基督的聲音允許他踩踏它，而他就踩了。羅德里奎茲隨後就背上了叛教的罵名，而井上賜予他日本名以及妻子和兒子，羅德里奎茲神父在之後的日子裡一直受到監視。
幾年後，費雷拉去世後，吉治郎突然找到羅德裡奎茲要求羅德里奎茲再次赦免他，但羅德里奎茲拒絕，說他不再是一名神父。吉治郎後來被人發現身上的護身符內實則是基督教的物品。他說是賭博贏來的，但是沒有人相信他，他被帶走，再也沒有聽見他了。多年後，羅德里奎茲去世了。他被放在一個大圓形的木製棺材裡，他的屍體被火化。他手裡拿的是剛來日本的時候給他的那個小小的粗糙十字架。

## 演員
| 演員            | 角色                                                 |
| 安德魯·加菲爾德 | 賽巴斯提奧·羅德里奎茲神父 Father Sebastião Rodrigues |
| 亞當·崔佛       | 法蘭西斯柯·格儒培神父 Father Francisco Garupe        |
| 連恩·尼遜       | 克里斯托旺·費雷拉神父 Father Cristóvão Ferreira      |
| 淺野忠信        | 長崎奉行所翻譯                                       |
| 希朗·漢德       | 范禮安神父 Father Valignano                          |
| 塚本晉也        | 茂吉 Mokichi                                         |
| 窪塚洋介        | 吉次郎 Kichijiro                                     |
| 一成尾形        | 井上政重大名 Daimyo Inoue Masashige                  |
| 小松菜奈        | 莫妮卡（春） Monica (Haru)                           |
| 高山善廣        | 獄卒                                                 |

## 製作

### 發展
史高西斯在2016年12月接受《America Magazine》的採訪時表示，他第一次讀到遠藤周作的小說是在1989年，而當時他應黑澤明的邀請去日本扮演黑澤明的電影《夢》中的角色之一。史高西斯在採訪中描述了當時他正在黑澤明的電影中飾演文森·梵谷時，他在日本的機場和酒店之間旅行的期間，他是如何讀到這本小說。

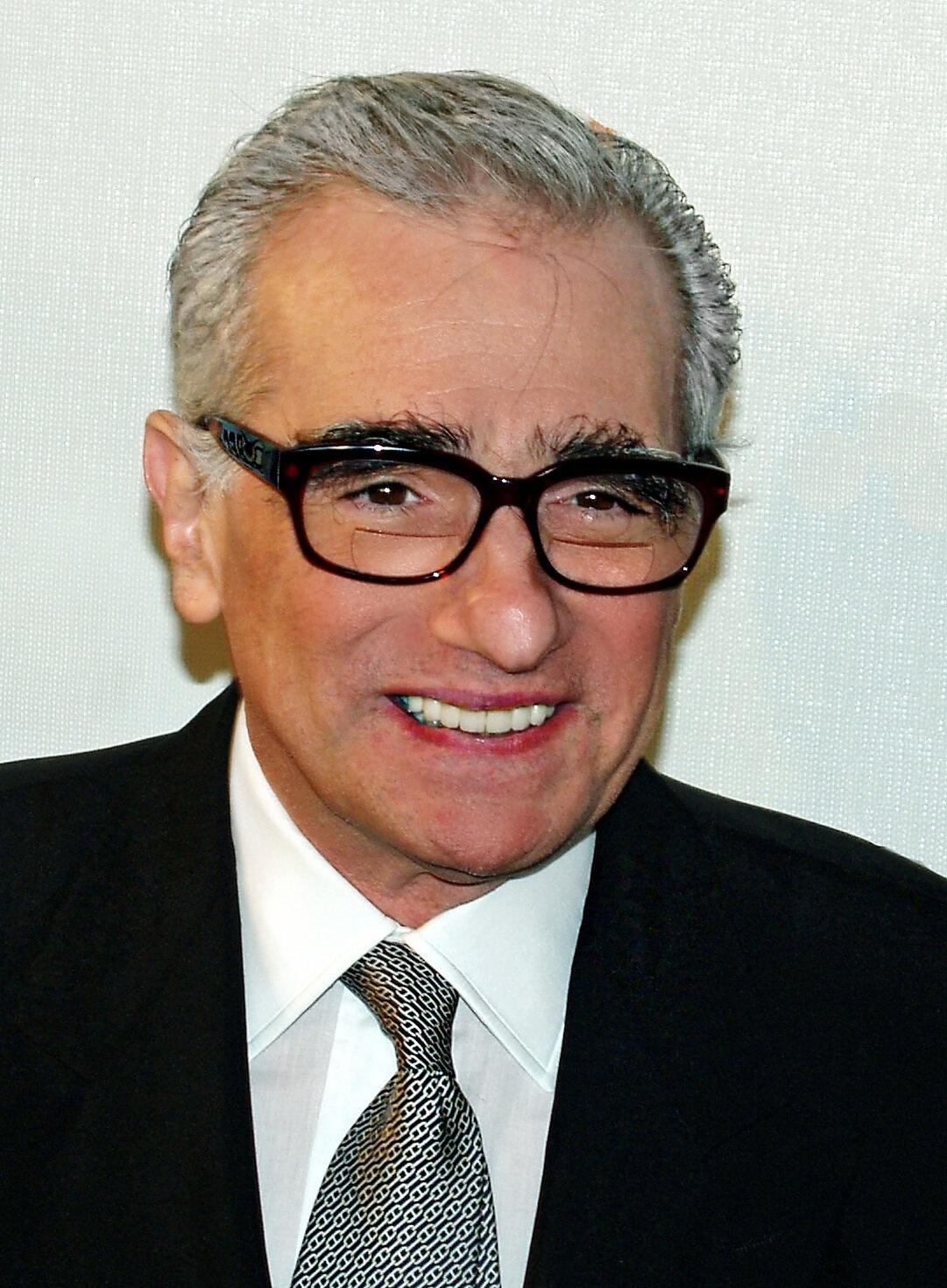
史高西斯在為黑澤明的電影《夢》中飾演正在繪畫《麥田群鴉》的文森·梵谷時，第一次讀到用來製作本片的遠藤周作小說。

本片被認為是史高西斯的一個「受难項目」，從1990年起開發，是史高西斯最有爭議，也有強烈宗教主題的電影《基督的最後誘惑》上映的兩年後。史高西斯在1989年第一次閱讀這本小說，之後很快獲得了電影版權。
2009年，製作開始，史高西斯和一名製作人員去了日本的長崎縣，參觀了遠藤周作小說場景的原址。另外的外景則在加拿大尋找。然而，《沉默》在不久後進入了開發地獄的狀態，而史高西斯決定忙於《不赦島》和《雨果的巴黎奇幻歷險》。在2011年12月，史高西斯表示，《沉默》將是他的下一部電影。到了3月，雖然史高西斯原本把它暫時擱置留待以後處理，並因此退出，但是史高西斯簽約《華爾街狼人》，並選擇放在《沉默》前執導。然而，當時史高西斯的宣傳人員表示《沉默》列於首位。5月，維托里奧·切奇-戈里加入本片作為監製。切奇-戈里參與了《沉默》的前期製作，但多年來不相關的法律糾紛已經中斷了與本片的合作。
在2013年1月結束了《華爾街狼人》的拍攝後，史高西斯拒絕接著進行除《沉默》以外的任何電影。2013年4月19日，史柯西斯表示他將在2014年開始製作《沉默》，這經過了23年的等待。艾爾文·溫克勒在同一天宣佈擔任監製，還有蘭德爾·艾米特和喬治·富拉，並透過他們的公司艾米特/富拉電影公司提供資金給本片製作。電影將於臺灣拍攝。

### 法律索賠
2012年8月，切奇-戈里電影公司控告史柯西斯違背合約內容。根據公司所說，史高西斯於1990年簽署了一份書面協議來執導《沉默》，聲稱史柯西斯應該於1997年的《達賴的一生》後就該完成本片劇本，而切奇-戈里電影公司顯然已經為此投資了超過75萬美元。然而，史柯西斯首先選擇拍了《午夜速遞》、《紐約風雲》和《娛樂大亨》。
2004年，據稱史高西斯為了執導《無間道風雲》和《不赦島》而簽署協議推遲本片。2011年，史高西斯表面上同意多一個交易，推遲《沉默》來執導《雨果的巴黎奇幻歷險》。在此過程中同意支付「延時費」，切奇-戈里聲稱他並無支付其費用。但史柯西斯譴責這是「沒價值的訴訟」，並形容這只是一個「媒體噱頭」。這起訴訟於2014年1月17日解決了，而解決的條款則被保密。

### 編劇
本片是第二次改編遠藤周作的小說，前一次改編是篠田正浩執導的1971年同名電影。史高西斯在1991年與共同編劇和長期合作者傑伊·庫克斯一起寫了最初的劇本。然而，他們對劇本不滿意，並用了額外15年進行重寫。後來，翻譯了遠藤周作的八部小說的官方譯者Van C. Gessel，在本片中擔任顧問。最後拍攝出來的劇本在評論界中被評價為對遠藤所寫小說的準確描述。宗教歷史學家哈魯高·娜瓦塔·沃德指出，在本片結尾的已故神父手中所拿著的小十字架是史高西斯做出的一個表現自我決定，不包括在遠藤的原著中。

### 選角
《沉默》於2009年開始計劃，丹尼爾·戴-路易斯、班尼西歐·狄奧·托羅與蓋爾·賈西亞·貝納都曾被談判過參演本片。2011年，本片正式失去戴-路易斯、狄奧·托羅和賈西亞·貝納的參與。2013年5月，安德魯·加菲爾德和渡邊謙加入劇組，兩人分別飾演羅德里奎茲神父和神父的翻譯，但在2015年1月，渡邊謙因其他工作項目的時間安排問題被迫離開電影，改由淺野忠信來取代。2014年1月，亞當·崔佛和連恩·尼遜也加入了電影演員陣容，崔佛飾演法蘭西斯柯·卡羅培神父，而尼遜飾演神父的導師克里斯多夫·費雷拉。

### 拍攝

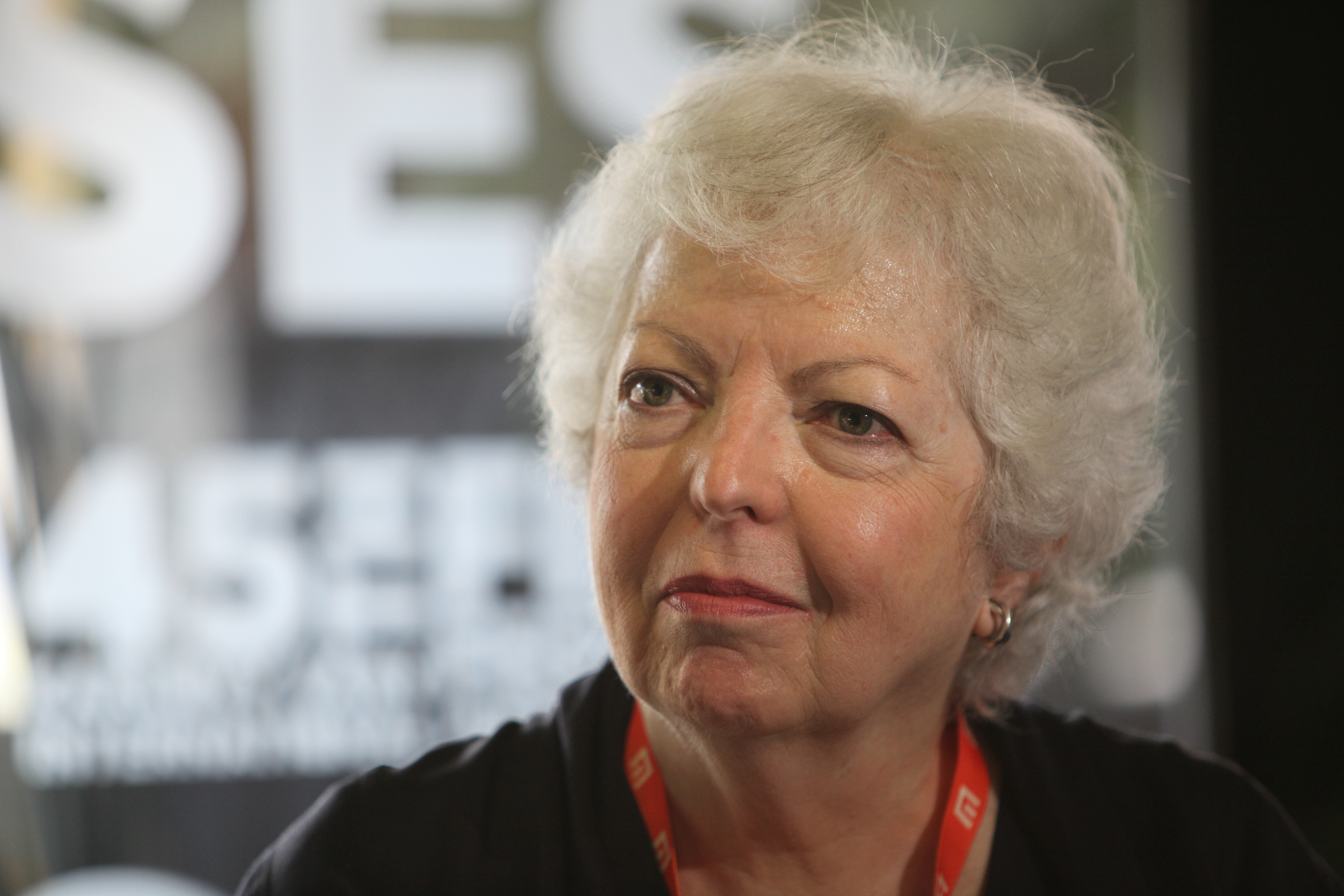
塞爾瑪·斯昆梅克，與史高西斯合作已有四十年，是《沉默》最終版本的剪接師。

2012年1月，史柯西斯討論了轉為3D電影的可能性。到2014年2月，史高西斯已經開始在臺灣尋找在夏天拍攝的外景，而最終推遲到2015年初。主要拍攝於2015年1月30日至5月15日在臺灣進行。
2015年1月29日，劇組在臺灣臺北市士林區中影文化城進行搭建拍攝工作所需的古城建築時，發生屋頂與鷹架倒塌事件，造成三名承包商員工一死兩傷；臺北市建築管理工程處將臨時片場視為新違建處理，隨後勒令停工。2015年3月，拍攝團隊於花蓮縣壽豐鄉知名的海岸私人景點「牛山呼庭」及花蓮縣豐濱鄉的「石門麻糬洞」拍攝，並有消息指出李奧納多·狄卡皮歐已在花蓮拍攝（此傳聞被片商否認）。
除了在臺北及花蓮拍攝外，特別的是，該片導演馬丁·史柯西斯透過李安導演的引薦到臺中市拍片。電影籌拍期間，隨即在導演李安助理暨該片製片李良山的帶領下，馬丁史柯西斯與劇組幹部於臺中造浪池勘景，在獲得馬丁·史柯西斯的肯定後，該劇中呈現出許多造浪池的畫面。在新聞局部分，則提供多項行政支援協助完成拍攝，並提供600萬元輔導金補助，這也是繼導演李安《少年PI的奇幻漂流》後，台中再度接待大型國際劇組製作團隊。

### 音樂
本片的音樂由闊德城交響樂團的前音樂指導Kim Allen Kluge和Kathryn Kluge配樂。大部分的配樂包括周遭的夜間和海洋的聲音，在幾個曲目上重複。2017年2月17日由Rhino Warner Classics發行了25首曲目組成的51分鐘原聲帶。標題為“Meditation”的12分鐘擴展曲目是原聲帶中的最前頭曲目。

### 演員替換
劇中演員隆大介於2015年3月晚間入境臺灣時，在桃園機場入境處酒醉大鬧，過程中將移民署官員踢致骨折，事後被警察逮捕。劇組發聲明痛陳：「由於這件不可接受的傷害行為，劇組已即刻停止他在本片的任何演出。」劇組說他在片中僅演小角色，並要他配合警檢調查，負起所有責任。

## 發行
馬丁·史柯西斯最先於2013年坎城影展上銷售發行權。2014年7月，派拉蒙影業收購了電影的美國發行權，並預計於2015年底上映。2016年3月，艾爾文·溫克勒透露，電影還在剪輯中，並確認於2016年上映。2016年8月，史柯西斯表示電影將於10月完成。
電影定於2016年12月23日在美國有限上映，用以競爭熱門獎季，並於2017年1月才會廣泛上映。該片先於2016年11月29日在梵蒂岡上首映。
派拉蒙將首支預告片於2016年11月22日在網上釋出。

### 評價
《沉默》贏得了普遍好評。爛番茄根據184條評論，新鮮度83%，平均得分7.6/10。Metacritic得分82（滿分100），正面評價居多。

## 外部連結
- 官方网站
- 沉默的Facebook專頁
- 互联网电影数据库（IMDb）上《沉默》的资料（英文）
- Box Office Mojo上《沉默》的資料（英文）
- 開眼電影網上《沉默》的資料（繁體中文）